# Cimetière militaire allemand de Sébastopol

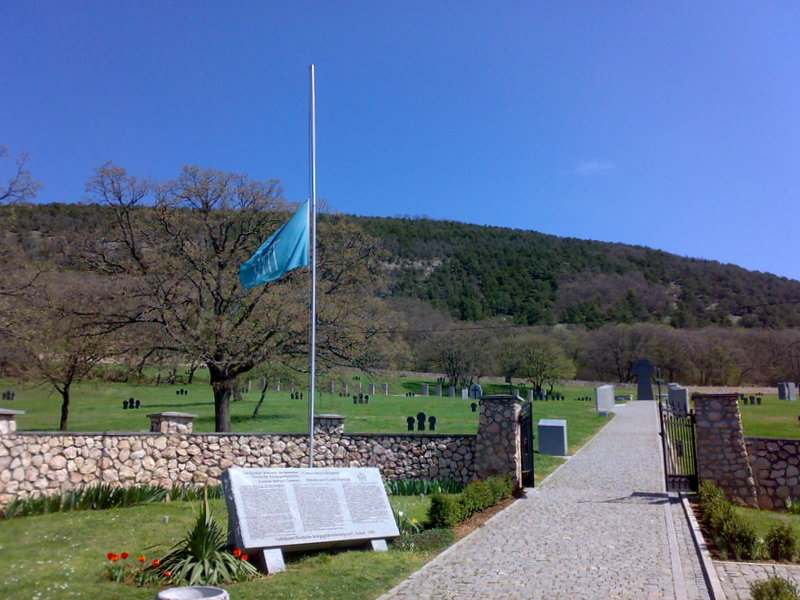
Vue du cimetière.

Le cimetière militaire allemand (Немецкое военное кладбище) est un cimetière militaire de soldats et officiers allemands tués pendant la Grande Guerre patriotique (1941-1945) sur le territoire de la presqu'île de Crimée. Il se trouve près du village de Gontcharnoïe sur la colline de Varnoutska. 

## Histoire
Ce sont plus de 300 000 soldats et officiers allemands qui sont tués pendant le siège de Sébastopol (1941-1942) et la libération de la ville. La plupart des dépouilles sont transférées en Allemagne, mais des dizaines de milliers demeurent en Crimée.
Pendant des décennies, il était impossible de soulever la question même de l'aménagement des lieux des fosses communes des soldats allemands, jusqu'à ce que récemment un tel travail, lancé et financé par la partie allemande, soit en cours. En 1998 un cimetière militaire commémoratif allemand est installé dans la région du village de Gontcharnoïe près de Sébastopol. Environ 5 500 restes de soldats allemands ont été enterrés ici. Le territoire du cimetière est équipé, clôturé et gardé. Au centre du cimetière se dresse un nouveau mémorial prenant la forme d'une croix de 2 mètres. Il y a des plaques commémoratives au cimetière avec les noms des Allemands qui sont morts ici pendant la guerre. Le cimetière est largement entretenu financièrement par la partie allemande.
Pendant l'occupation de la ville de Théodosie par les troupes germano-roumaines la datcha de Stamboli servait d'hôpital de campagne pour les soldats et officiers blessés allemands. Un cimetière de soldats allemands de la 132e division d'infanterie commandée par le général Lindemann est ouvert à côté avec plus de 1 500 dépouilles en 1943-1944. Après la libération de la ville, ce cimetière a été rasé. En 2003, l'association allemande Volksbund, de concert avec des spécialistes du musée régional de Théodosie et le groupe de recherche « Sud » («Юг»), ont procédé à des exhumations et les dépouilles ont été transférées au cimetière allemand près du village de Gontcharnoïe qui dépend de la municipalité de Sébastopol.